# The Beach
The Beach è un film del 2000 diretto da Danny Boyle, tratto dal romanzo L'ultima spiaggia (The Beach) di Alex Garland.

## Trama
Richard, un giovane backpacker americano in cerca di avventure a Bangkok, alloggia in un triste hotel per viaggiatori su Khao San Road, dove incontra una giovane coppia francese, Françoise ed Étienne. Incontra anche Daffy, che gli parla di un'isola incontaminata e disabitata nel Golfo di Thailandia con una bellissima spiaggia nascosta. Daffy spiega di essersi stabilito lì in segreto diversi anni prima, ma che a causa di difficoltà era dovuto partire. Il giorno dopo, Richard scopre che Daffy si è suicidato e gli ha lasciato una mappa dell'isola. Richard convince Françoise ed Étienne ad accompagnarlo sull'isola e i tre si recano a Ko Samui. Richard incontra due surfisti americani, Zeph e Sammie, che hanno sentito voci sull'isola, e consegna loro una copia della mappa.
Durante il viaggio verso l'isola, Richard si invaghisce di Françoise. Dopo aver raggiunto l'isola a nuoto da un'isola vicina, trovano una piantagione di cannabis sorvegliata da contadini thailandesi armati. Evitando di essere scoperti, attraversano l'isola e incontrano Keaty, che li porta in una comunità di viaggiatori che vive sull'isola in segreto. Sal, il capo inglese della comunità, spiega che i contadini permettono loro di rimanere a patto che se ne stiano per conto loro e non permettano ad altri viaggiatori di raggiungere l'isola. Richard mente dicendo che non hanno mostrato la mappa a nessun altro. Il trio si integra nella comunità.
Una notte, Françoise invita Richard in spiaggia, dove gli confessa di essersi innamorata di lui e tra i due inizia una relazione. Sebbene sperino di mantenere il segreto, la comunità lo scopre. Pur essendo arrabbiato, Étienne afferma che non si opporrà se Françoise sarà più felice con Richard. Sal sceglie Richard per accompagnarla in una spedizione di rifornimenti a Ko Pha Ngan. Incontrano i surfisti americani che si stanno preparando a cercare l'isola e menzionano la mappa di Richard. Sal è sconvolta, ma crede a Richard quando afferma che non hanno una copia della mappa. Per garantire la riservatezza di Sal, Richard fa sesso con lei su suo ordine. Al loro ritorno sull'isola, Richard mente a Françoise sul fatto di aver fatto sesso con Sal.
Tre pescatori della comunità vengono attaccati da uno squalo mentre pescano con la fiocina. Uno muore e un altro, Christo, rimane gravemente ferito. Implora cure mediche, ma Sal gli permetterà di andarsene solo se promette di non rivelare l'ubicazione della spiaggia. Tuttavia, ormai terrorizzato dall'acqua, Christo rifiuta di essere portato sulla terraferma per cure mediche, mentre Sal si rifiuta di permettere a qualsiasi medico di venire sull'isola per curarlo. Mentre le condizioni dell'uomo peggiorano, gli isolani lo lasciano semplicemente morire nella giungla, ma Étienne si rifiuta di abbandonarlo. Quando i surfisti arrivano sull'isola vicina, Sal ordina a Richard di mandarli via e di distruggere la loro mappa. Racconta a tutti che lei e Richard hanno fatto sesso, il che lascia Françoise arrabbiata e con il cuore spezzato, che la spinge a tornare da Étienne. Isolato dal gruppo, Richard inizia a perdere la ragione, immaginando di conversare con il defunto Daffy.
I surfisti raggiungono l'isola, ma vengono scoperti e uccisi dai contadini. Sconvolto dalla loro morte, Richard soffoca Christo per porre fine alle sue sofferenze e raduna Françoise ed Étienne per lasciare l'isola. Richard viene catturato dai contadini insieme a Françoise ed Étienne. I contadini sono furiosi con la comunità per aver infranto il patto di non permettere più nuovi arrivi. Il capo dei contadini consegna a Sal una pistola carica con un solo proiettile e le ordina di fare una scelta: uccidere Richard e il gruppo potrà rimanere, oppure devono andarsene tutti immediatamente. Sal preme il grilletto, ma la cartuccia è vuota. Sconvolti dalla sua volontà di commettere un omicidio, gli altri membri della comunità abbandonano Sal, lasciano l'isola e prendono strade separate. Tornato negli Stati Uniti, Richard riceve un'e-mail da Françoise in un internet café con una nostalgica fotografia di gruppo della comunità balneare in tempi più felici.

## Produzione

### Riprese
Il film è stato girato interamente in Thailandia nelle isole Ko Phi Phi Le, tra gennaio e aprile 1999.

### Colonna sonora
La colonna sonora del film include brani di All Saints, Orbital, Moby, New Order, The Upsetters, Blur, Underworld, The Chemical Brothers e Bob Marley (Redemption song)

## Accoglienza

### Incassi
Il film ha incassato 39,7 milioni di dollari negli Stati Uniti e 104 milioni di dollari nel resto del mondo, per un incasso complessivo di 144.056.873 dollari a fronte di un budget di produzione di 50 milioni di dollari.

### Critica
Il film ha ottenuto 43 punti su 100 sul portale Metacritic (basato su 34 critiche professionali); sul sito di recensioni Rotten Tomatoes ha ottenuto il 20% dei giudizi positivi, con una media di 4,4 su 10 (basata su 117 recensioni); sul database di informazioni sul cinema IMDb, invece, ha ottenuto giudizio 6,6 su 10 (basato su 203.629 voti del pubblico).
Il film ha ricevuto tre candidature ai Teen Choice Awardss del 2000: miglior film drammatico, miglior coppia di attori per Virginie Ledoyen e Leonardo DiCaprio e miglior attore per Leonardo DiCaprio, che per lo stesso ruolo ha ricevuto anche una candidatura come peggior attore protagonista ai Razzie Awards del 2001. Altre candidature che riguardano il film ed il suo trailer sono state: miglior voce fuori campo ai Golden Trailer Awards del 1999, miglior colonna sonora ai Brit Awards del 2001 e l'orso d'oro al regista Danny Boyle al Festival Internazionale del Cinema di Berlino del 2000.